# Officerskonflikten
Officerskonflikten var en av jägarofficerare i Finland 1920 igångsatt kampanj som kulminerade våren 1924 och som syftade till att installera jägare på ledande poster inom Finlands försvarsmakt och skyddskårerna. 
Officerskonflikten var i första hand en maktkamp, men vidare skulle vissa olägenheter inom försvarsmakten avlägsnas, inkluderande officerare som hade en rysk tjänstgöringsbakgrund. Jägarna ställde genom sina ombud (bland andra sedermera general Paavo Talvela) den 20 april ett ultimatum till försvarsministern och republikens president, enligt vilket de hotade att avgå om deras krav inte tillgodosågs. När avgörandet dröjde, sände största delen (omkring 90 %) av jägarofficerarna in sina avskedsansökningar. Statsmakten föll till föga inför detta hot, och under de närmaste åren avlägsnades flera höga tsarofficerare från sina poster, främst bland dem befälhavaren för krigsmakten Karl Wilkama. Han efterträddes 1925 av jägarnas företrädare Aarne Sihvo.